# Grand Prix de Ouest-France 1995
Il Grand Prix de Ouest-France 1995, cinquantanovesima edizione della corsa, si svolse il 27 agosto 1995 su un percorso totale di 209 km. Fu vinta dallo svizzero Rolf Järmann che terminò la gara in 4h53'29.

## Ordine d'arrivo (Top 10)
| Pos. | Corridore          | Squadra        | Tempo    |
| ---- | ------------------ | -------------- | -------- |
| 1    | Rolf Järmann       | MG Maglificio  | 4h53'29" |
| 2    | Laurent Madouas    | Castorama      | a 3"     |
| 3    | Christian Henn     | Deutsche Tel.  | a 31"    |
| 4    | Dmitrij Konyšev    | Aki-Gipiemme   | a 1'55"  |
| 5    | Emmanuel Hubert    | Le Groupement  | s.t.     |
| 6    | Laurent Desbiens   | Castorama      | s.t.     |
| 7    | Claude Lamour      | Seine-et-Marne | s.t.     |
| 8    | Didier Rous        | GAN            | s.t.     |
| 9    | Claudio Chiappucci | Carrera        | a 3'32"  |
| 10   | Arvis Piziks       | Novell Soft.   | s.t.     |